# Christoph Luxenberg
Christoph Luxenberg est le pseudonyme d'un philologue chrétien-libanais, auteur de l'ouvrage controversé Die Syro-Aramäische Lesart des Koran: : Ein Beitrag zur Entschlüsselung der Koransprache (en français : Lecture syro-araméenne du Coran : une contribution pour décoder la langue du Coran), publié en 2000 en allemand.  
Il s'agit d'une étude philologique dans laquelle un certain nombre d'hypothèses sont étudiées, dont l'auteur conclut que les sources du Coran proviendraient de l'adoption de lectionnaires syriaques destinés à évangéliser l'Arabie. 
À l'aide de sa méthode, qui consiste à vérifier si les termes arabes n'ont pas un équivalent syriaque, Luxenberg affirme que certains passages coraniques seraient mal interprétés : ainsi, le mot houri signifierait raisins blancs, et non pas vierges aux grands yeux, et  l'expression sceau des prophètes signifierait « témoin », voulant dire que Mahomet est censé n'être qu'un simple témoin des prophètes venus avant lui. Des thèses similaires sur les bases araméennes du Coran ont été développées par Alphonse Mingana déjà en 1927 dans « Syriac Influence on the Style of the Kur'an », 11e Bulletin of the John Rylands Library, 1927. Dès 1860, Theodor Nöldeke dans son Histoire du Coran étudiait la création de l’Islam sous l'angle linguistique. En 1874, Adolph von Harnack estimait qu'il s'agissait d'une dérivation judéo-chrétienne.

## Thèse de Luxenberg
La version originale trouvée dans les manuscrits de Uthman du Coran, appelée le rasm (i.e. l'orthographe canonique), ne contient aucun signe diacritique, ces points utilisés en arabe classique afin de désambiguïser les consonnes et marquer les voyelles. Les points diacritiques ont commencé à apparaître en arabe au tournant du VIIIe siècle sur l'ordre de Al-Hajjaj ben Yousef, gouverneur de l'Irak (694-714).
Luxenberg remarque que le Coran présente souvent une langue très ambiguë et même parfois inexplicable. Il affirme que même des savants musulmans trouvent que certains passages sont difficiles à saisir et ont rédigé de nombreux commentaires dans le but d'expliquer ces passages difficiles. Néanmoins, le présupposé était de toujours maintenir l'idée que chaque passage difficile était à la fois vrai et plein de sens et qu'il pouvait être déchiffré avec les instruments traditionnels de la science islamique.
Luxenberg reproche au monde académique occidental travaillant sur le Coran, d'avoir une approche timide et servile du texte, trop souvent adossée à des travaux de musulmans plus exégètes qu'objectifs et de ce fait, souvent biaisée.
Luxenberg affirme que les savants devraient recommencer leurs études à nouveaux frais, en ignorant les vieux commentaires islamiques et en utilisant seulement des méthodes linguistiques et historiques récentes. Autrement dit, sa méthode consiste à expliquer les passages obscurs du Coran sans faire confiance aux commentateurs, grammairiens et lexicographes. Son argument est que Mahomet prêchait des concepts qui étaient nouveaux pour ses auditeurs arabes ; ces concepts, Mahomet les aurait lui-même trouvés au cours de conversations avec des Arabes juifs et chrétiens, ou via les chrétiens de Syrie (si l'on admet qu'il a voyagé). Ainsi, si un mot (ou une phrase) du Coran semble inintelligible en arabe, ou ne saurait avoir de sens qu'après des conjectures tirées par les cheveux, ce mot (ou cette phrase) pourrait faire sens – dit Luxenberg – en regardant du côté de l’araméen et du syriaque.
Le commentaire islamique traditionnel se limite généralement à une lexicologie ; Luxenberg propose d'étendre cette recherche à d'autres langues, qui peuvent être consultées.
Il affirme aussi que le Coran est fondé sur des textes antérieurs, en particulier sur des lectionnaires utilisés dans les Églises chrétiennes de Syrie, et qu'adapter ces textes fut le travail de plusieurs générations pour donner le Coran que nous connaissons aujourd'hui. Quelques citations :

« Selon la tradition musulmane, le Coran daterait du VIIe siècle, alors que les premiers exemples de littérature en arabe dans le plein sens du terme ne se trouvent que deux siècles plus tard, au temps de la « Biographie du Prophète », c'est-à-dire de la vie de Mahomet telle qu'elle a été écrite par Ibn Hichâm, décédé en 828. On peut ainsi établir que la littérature post-coranique a été développée par degrés dans la période qui a suivi le travail de Khalil ibn Ahmad, mort en 786, fondateur de la lexicographie arabe (« kitab al-ayn ») et de Sibawayh, mort en 796, à qui l'on doit la grammaire de l'arabe classique. Maintenant, si nous considérons que la composition du Coran s'est achevée à la mort de Mahomet, en 632, nous avons devant nous un intervalle de 150 ans, durant lequel nous ne trouvons pas trace de littérature arabe. »

« À cette époque, il n'y avait pas d'écoles arabes – excepté probablement, dans les centres urbains chrétiens de al-Anbar et al-Hira, dans le sud de la Mésopotamie, dans ce qui constitue aujourd'hui l'Irak. Les Arabes de cette région avaient été christianisés et instruits par des chrétiens de Syrie. Leur langue liturgique était syro-araméenne. Cette langue était le véhicule de leur culture et plus généralement la langue de la communication écrite. »

« Au commencement du IIIe siècle, les chrétiens de Syrie ne se contentaient pas de porter leur mission évangélique aux pays limitrophes, comme l’Arménie ou la Perse. Ils allaient jusque dans des contrées éloignées, jusqu'aux confins de la Chine et la côte Ouest de l'Inde, en plus de la totalité de la Péninsule Arabique, jusqu'au Yémen et l'Éthiopie. Il est ainsi plus probable que, en vue de porter le message chrétien aux peuples arabes, ils aient utilisé, entre autres langues, la langue des Bédouins, c'est-à-dire l'arabe. Afin de répandre les Évangiles, il leur fut nécessaire d'utiliser un mélange de langues. Mais à une époque où l'arabe était un ensemble de dialectes qui n'avaient pas de forme écrite, les missionnaires n'avaient pas d'autre choix que de recourir à leur propre langue littéraire et à leur propre culture, c'est-à-dire au syro-araméen. Le résultat fut que la langue du Coran est née dans une langue arabe écrite, qui cependant était une langue dérivée de l'arabo-araméen. »

### Méthode philologique de Luxenberg
- Vérifier si une explication plausible peut être trouvée dans le commentaire de Tabari, l'un de ceux qui ont le plus influencé les traducteurs occidentaux ;
- Vérifier si l'on trouve une explication plausible dans le Lisan[3] le dictionnaire arabe le plus complet (ce dictionnaire n'avait pas encore été rédigé du temps de Tabari, aussi contient-il des éléments nouveaux) ;
- Vérifier si une expression arabe possède une racine homonyme en syriaque ou en araméen avec des sens différents qui pourraient aller avec le contexte ;
- Juger si oui ou non le sens en syriaque/araméen de la racine d'un mot donne un meilleur sens au passage incriminé.
- Vérifier s'il existe un mot syriaque qui a du sens dans le passage en question ;
- Expérimenter les différentes manières de placer les signes diacritiques (qui indiquent les voyelles, etc.) tardivement ajoutés au texte le plus ancien qui fixe le rasm. Peut-être existe-t-il une version du « rasm » qui donnerait un mot arabe faisant sens pour le passage ;
- S'il n'y a pas de mot arabe qui convienne, répéter l'expérience et regarder du côté des mots syriaques ;
- Traduire la phrase arabe en syriaque et vérifier dans la littérature syriaque une phrase qui aurait pu être littéralement traduite en arabe ; le sens originel en syriaque pourrait faire plus sens que la phrase résultante en arabe (ces phrases traduites sont appelées « calques morphologiques ») ;
- Vérifier s'il existe une phrase correspondante dans la littérature syriaque ancienne, qui pourrait être un analogue d'une phrase en arabe, aujourd'hui perdue ;
- Vérifier s'il existe une expression correcte en arabe, écrite sur un manuscrit arabe, mais dans une orthographe syriaque.

Luxenberg prétend que toutes ces lectures sont compatibles avec le rasm, les textes coraniques les plus anciens rédigés dans un script qui n'utilise pas les signes diacritiques.

### Conclusions de Luxenberg
Luxenberg conclut de ce travail sur le Coran que celui-ci est dérivé d'un lectionnaire syro-araméen, contenant des hymnes et des extraits de la Bible, utilisés dans les services rituels chrétiens. Ce lectionnaire aurait été traduit en arabe, dans une intention missionnaire. Il ne s'agissait pas d'inaugurer une nouvelle religion, mais d’en répandre une plus ancienne. Il s’appuie ici sur un travail antérieur de Günter Lüling.
Luxenberg n'a pas « corrigé » la totalité du Coran selon ces thèses. Il fonde ses conclusions sur ce qu'il présente comme un échantillon représentatif de passages difficiles.
Un passage qu'il a corrigé a beaucoup attiré l'attention des commentateurs, en premier lieu Tor Andræ qui voulait prouver que cette description venait des chrétiens syriaques et notamment d'Éphrem le Syrien. Il indique que le mot houri, fréquemment interprété par les commentateurs musulmans comme vierges aux grands yeux (qui serviront les désirs sexuels du croyant au Paradis ; Coran 44:54, 52:20, 55:72, 56:22) signifie en réalité raisins blancs. Il indique que de nombreuses descriptions chrétiennes du Paradis le montrent contenant du raisin blanc en abondance.[réf. nécessaire]
Luxenberg affirme aussi que le passage de la sourate 24 du Coran ordonnant aux femmes de se couvrir, un des textes fondant la doctrine du hijab, leur ordonne en réalité de « serrer leur ceinture autour de leur taille ». Il dit que le passage de la sourate 33, qui est traduit habituellement par « sceau du prophète » signifie en réalité « témoin ». Par cette lecture, Mahomet n'est plus le plus grand des prophètes, celui qui en clôt la lignée, mais seulement un témoin de ces prophètes qui sont venus avant lui.

## Usage d'un pseudonyme
Le pseudonyme de ce chercheur s'inspire peut-être de Georg Christoph Lichtenberg, un philologue réputé pour sa rigueur. L'auteur, qui accorde des interviews par téléphone, explique l'usage du pseudonyme en arguant que, dans le cadre d'une pression exercée sur les chercheurs libéraux, il craint une réaction vive du monde islamique et que ses amis arabes lui ont conseillé de ne faire savoir son nom qu'après avoir fait connaitre ses thèses.  
On a régulièrement évoqué dans la presse un spécialiste des langues sémitiques enseignant dans une université allemande, un chercheur allemand voire suisse, spécialiste de la langue arabe ; Hans Jansen, professeur à l'Université de Leyde, émet l'hypothèse d'un chrétien libanais, et, à la suite de Sami Aldeeb en 2008, Andrew Rippin (en), de l'Université de Victoria, affirme en 2013 qu'il s'agit d'un chercheur chrétien libanais, spécialiste du Nouveau Testament et établi en Allemagne.  

## Critiques
François de Blois, dans Journal of Qur'anic Studies, relève des fautes grammaticales dans le livre de Luxenberg : « Sa maîtrise du syriaque est limitée à la connaissance des dictionnaires, et dans son arabe, il fait des erreurs typiques des Arabes du Moyen-Orient,. » Il décrit son livre comme « pas un travail d'érudition, mais de dilettantisme ». Cette réception a été critiquée  par Claude Gilliot à la fois pour partialité et parce que l'auteur « déforme souvent la pensée de Luxenberg ». Gilliot considère que ses propres travaux confirment pour certains passages les découvertes de Luxenberg et que « la méthode de Luxenberg appliquée à des passages obscurs du Coran ou à des expressions qui font problème ne peut être rayée si facilement d'un trait de plume polémique ». Pour Van Reeth, la critique de François de Blois est la plus virulente contre Luxenberg. Avec des remarques parfois « dénuées de fondement », elle est même par endroit « malveillante et personnelle ». 
La réception de la méthodologie de Luxenberg par les spécialistes est très majoritairement négative. Pour Oliver Leaman, bien que basé sur une prémisse « complètement fausse », l'ouvrage de Luxenberg est bien argumenté, ce qui en fait un ouvrage remarquable. Son travail a été critiqué par Saleh qui y voit une « “erreur étymologique” inhérente ». Patricia Crone, spécialiste de l'histoire de l'Islam qui a travaillé à l'Institute for Advanced Study de Princeton, qualifie les travaux en 2002 de Luxenberg de « sérieux et passionnants ». En 2008, tout en reconnaissant la valeur de l'hypothèse de Luxenberg et de Günter Lüling, elle remarque que leurs livres sont « susceptibles de soulever de nombreuses objections de spécialistes » notamment son « amateurisme dans le cas de Luxenberg » et que l'on ne saurait prétendre que ces livres aient bénéficié à l'islamologie.  
Dye et Moezzi considèrent que si les thèses de Luxenberg ont pu être jugées contre « trop "extrêmes » par de nombreux philologues et spécialistes du Coran, même si elles peuvent contenir des intuitions suggestives. De même, si la méthode de Luxenberg manque souvent de rigueur, Dye souligne l'existence de « résultats convaincants, ou [...] des pistes stimulantes ». L'auteur cite ainsi ses études des sourates 97 et 108.  L'écrivain Michel Orcel décrit Christoph Luxenberg comme un « curieux savant islamophobe » caché sous ce pseudonyme, tout en qualifiant de convaincante une de ses hypothèses. Van Reeth considère que sa recherche est innovatrice et fertile, mais qu'elle pèche par l'absence de confrontation au contexte littéraire du Coran.
G.S. Reynolds essaye de résumer la réception de Luxenberg dans son introduction à l'ouvrage The Qur'an in its historical context. S'il souligne une opposition importante à son travail, il remarque tout de même que, pour d'autres chercheurs, son travail propose « quelques propositions de grande importance pour notre compréhension du Coran ». De même, si sa méthodologie possède de grandes faiblesses, « la méthode de Luxenberg n’est pas entièrement vaine. Un nombre de ses relectures sont intellectuellement convaincantes ». Son travail ne peut être rejeté en bloc et doit être étudié au cas par cas. Pour l'auteur, une partie des réactions est liée à la surmédiatisation de ses résultats par les médias.

## État de la question
Plusieurs savants ont accueilli avec enthousiasme la thèse de Luxenberg,. Néanmoins des chercheurs semblent avoir l'intuition que la « méthode » de Luxenberg est une recette qui répond le mieux aux besoins de son argumentation,.
En 2004, le Wissenschaftskolleg zu Berlin (Institut de recherches avancées de Berlin) a organisé une conférence autour de la thèse de Luxenberg et un groupe de travail international a été formé pour continuer la discussion. De nombreuses critiques envers Luxenberg ont été émises durant cette conférence. Néanmoins, certains participants ont indiqué que le travail de Luxenberg était valable, en ce sens qu'il faisait porter l'attention sur de nombreuses insuffisances dans les recherches contemporaines sur le Coran. Une de ces insuffisances est le manque d'une édition critique du Coran.
Une autre insuffisance est l'absence d'un dictionnaire étymologique des langues sémitiques qui présenterait les standards élevés de la lexicologie contemporaine. Un tel instrument permettrait de contribuer aux discussions sur les emprunts de l'arabe au syriaque, au latin et au moyen-persan.

### Sources

#### Comptes-rendus
- Brague Rémi, « Le Coran : sortir du cercle ? », Critique, 2003/4 (no 671), p. 232-251,
- Gilliot, Claude. “Langue Et Coran: Une Lecture Syro-Araméenne Du Coran.” Arabica, vol. 50, no. 3, 2003, p. 381–393. .
- Neuwirth, Angelika, and ٲنجليکا نيوورث. "Qur'an and History — a Disputed Relationship: Some Reflections on Qur'anic History and History in the Qur'an / القرآن والتاريخ: علاقة موضع جدل." Journal of Qur'anic Studies 5, no. 1 (2003): 1-18.
- Compte rendu de l'ouvrage de Luxenberg, en anglais, dans la revue Ugoye par Robert Phenix et Patricia Horn sur le site PHRONESIS.ORG

#### Autres ouvrages
- (en) Patricia Crone et Michael Cook, Hagarism : the making of the Islamic world, Cambridge New York, Cambridge University Press, 1977, 268 p. (ISBN 978-0-521-29754-7 et 978-0-521-21133-8)
- (en) Fred M. Donner, Narratives of Islamic origins : the beginnings of Islamic historical writing, Princeton, N.J, Darwin Press, 1998, 358 p. (ISBN 978-0-878-50127-4)

- Puin, Gerd R. -- "Observations on Early Qur'an Manuscripts in Sana'a, " in The Qur'an as Text, ed. Stefan Wild, E.J. Brill 1996, p. 107–111. Reprinted in What the Koran Really Says, ed. Ibn Warraq, Prometheus Books, 2002.
- Delcambre, Anne-Marie, Bosshard, Joseph (et alii) -- Enquêtes sur l'Islam : hommages à Antoine Moussali. Paris: Desclée de Brouwer, 2004. 326 pages.  (ISBN 2-220-05446-2). Ce volume est en deux parties. La première est consacrée à une présentation d'un certain nombre de points du Coran ; la seconde partie contient les contributions de 11 auteurs, dont entre autres la traduction française de l'article de Luxenberg Weihnachten im Koran (Noël dans le Coran).

#### Presse
- Angles de vue : Christoph Luxenberg, un séisme, dans les études coraniques, Un Champollion se penche sur le texte sacré de l'islam, article du 16 mai 2007  et article du 07 juin 2009
- New York Times: Scholars Scrutinize the Koran's Origin
- Newsweek: Challenging the Koran
- Giving the Koran a history: Holy Book under scrutiny
- Low profile for German Koran challenger

#### Textes académiques
- Compte-rendu par Robert R. Phenix Jr. and Cornelia B. Horn
- Compte-rendu par Richard Kroes
- Compte-rendu par Piet Horsten
- Compte-rendu par François de Blois
- Compte-rendu par Constant Hames

##### En anglais
- Disputing with Islam in Syriac: The Case of the Monk of Bêt Hãlê and a Muslim Emir
- Lebanon Wire:Giving the Koran a history: Holy Book under scrutiny
- The Koran As Philological Quarry A Conversation with Christoph Luxenberg
- Article de Patricia Crone, août 2006 : Que savons-nous réellement de Mahomet ? (en anglais)
- Hagarism: The Making of the Islamic World, Excerpt on Assyrians